# Problepsis violascens
Problepsis violascens là một loài bướm đêm trong họ Geometridae.